# 제1차 인도차이나 전쟁
제1차 인도차이나 전쟁은 프랑스와 베트남 민주공화국(베트민) 및 양측 동맹국들 간에 1946년 12월 19일부터 1954년 7월 21일까지 벌어진 전쟁이다. 대부분의 전투는 북베트남의 통킹 지역에서 벌어졌으나, 전쟁은 베트남 전역을 휩쓸었고 이웃한 프랑스령 인도차이나 보호령인 라오스와 캄보디아로도 확산되었다.
1945년 7월 포츠담 회의에서 연합군 합동참모본부는 북위 16도 이남의 인도차이나를 동남아시아 사령부에 포함시키기로 결정했으며, 이는 영국의 마운트배튼 제독의 지휘 하에 있었다. 일본의 항복일인 1945년 9월 2일, 호찌민은 하노이(통킹의 수도)에서 베트남 민주공화국(DRV) 수립을 선포했다. 1945년 9월 말, 중국군이 통킹에 진입해 북쪽의 일본군은 장제스에게 항복했으며, 같은 시기에 영국군은 사이공(코친차이나의 수도)에 상륙하였고 인도차이나반도 남쪽의 일본군은 영국군에 항복했다. 중화민국은 당시 하노이를 장악하고 있던 호찌민의 베트남 민주공화국 정부를 인정했지만, 영국은 사이공에서 이를 인정하지 않고 프랑스에 권한을 위임했다. 이전에 OSS(미국 전략사무국) 대표들이 베트민을 지원했던 것과는 대조적이었다. 베트남 민주공화국은 일본 치하에서 통치했던 바오다이 황제가 퇴위한 후 약 20일 동안 베트남 전역의 유일한 민간 정부로 활동했다.
1945년 9월 23일, 사이공의 영국 사령관의 묵인 하에 프랑스군이 베트남 민주공화국 지방 정부를 전복하고 코친차이나에서 프랑스의 권위 회복을 선언했다. 곧바로 사이공 주변에서 게릴라전이 시작되었으나, 프랑스는 점차 인도차이나 대부분을 재점령했다. 호찌민은 프랑스와 협상을 시도했으나 실패했다. 저강도 분쟁이 1년간 이어진 후, 1946년 12월 본격적인 전쟁이 발발하면서 호찌민과 그의 정부는 지하로 숨어들었다. 프랑스는 인도차이나를 연방화하여 안정시키려 했고, 1949년에는 바오다이 전 황제를 복위시켜 새롭게 수립된 베트남국의 통치자로 세웠다. 전쟁 초기 몇 년간은 프랑스를 상대로 한 저강도 농촌 반란이 중심이었다.
1950년에는 전쟁이 현대 무기로 무장한 두 군대 간의 정규전으로 상당 부분 변모했다. 프랑스는 미국으로부터, 베트민은 소련과 중화인민공화국으로부터 무기를 지원받았다. 게릴라전은 광범위한 지역에서 계속되었다. 프랑스 연합군은 제국 식민지군(북아프리카인, 라오스·캄보디아·베트남 소수민족, 사하라 이남 아프리카인), 프랑스 전문군, 유럽 자원병, 외인부대 병력으로 구성되었다. 
프랑스는 보급로 말단의 방어가 견고한 거점을 공격하도록 베트민을 유도하는 전략을 사용해 나산 전투에서 성공을 거두었다. 그러나 프랑스는 열대림 지형에서 전차의 유용성이 제한되고 강력한 공군 부재 및 식민지 출신 병사에 의존하는 점에서 어려움을 겪었다. 베트민은 신속하고 효과적인 전술을 사용했으며, 직접 포격, 호송대 매복, 대공 무기를 활용해 프랑스군의 육상 및 항공 보급을 방해했다. 또한 대규모 대중적 지원을 바탕으로 정규군을 모집했으며, 마오쩌둥의 게릴라전 교리를 적용하고 소련의 군수 물자를 이용했다. 이러한 조합은 프랑스 거점에 치명적이었고, 결국 디엔비엔푸 전투에서 프랑스는 결정적으로 패배했다.
전쟁 중 군인 40만 명에서 84만 2707명이 사망했으며, 민간인 사망자는 12만 5000명에서 40만 명으로 추정된다. 양측 모두 민간인 학살(예: 프랑스군의 미쨔크 학살), 강간, 고문 등 전쟁 범죄를 저질렀다. 1954년 7월 21일 열린 국제 제네바 회의에서 새로 들어선 사회주의 프랑스 정부와 베트민은 17도선 이북의 북베트남을 베트민에 양도하기로 합의했으나, 이는 베트남국과 미국이 거부했다.

## 배경
인도차이나반도 일대는 19세기 이후 유럽 열강의 침략이 본격화되었다. 베트남의 경우, 프랑스는 응우옌 왕조 내부의 혼란을 틈타 군대를 파병하여 제1차 후에 조약, 제2차 후에 조약을 맺고 베트남을 보호령에 편입시키는 데 성공했다. 프랑스령 인도차이나 총독부의 지배 하에서 무거운 세금과 부역, 소금, 알코올, 아편의 전매 등의 착취를 받았다. 저항 운동에 참여한 자 다수는 비밀경찰에 의해 투옥되고 사형을 받았다. 베트남은 인도차이나 총독부로부터 경제적인 수탈뿐 아니라 전통 문화를 파괴당하고 프랑스 문화를 강요당하는 등 전형적인 식민지 정책의 압정을 당했다. 그런데 제2차 세계대전 중 프랑스 본국이 독일에 점령되면서 중일 전쟁을 확대시켜 막히고 있던 일본은 프랑스로부터 중화민국의 물자를 차단시키기 위해 비시 프랑스 정권과 친화 정책을 써서 프랑스령 인도차이나에 일본군 진주를 인정받았다. 일본군은 1939년부터 1941년 사이에 단계적으로 진주하여 전 국토에 걸쳐 주둔하였지만, 프랑스령 인도차이나의 내정 주권은 전쟁 말기의 프랑스령 인도차이나가 처리될 때까지 프랑스에 있었다.

### 공산당의 신장
베트남 사회구조의 기초를 이루는 것은 가족제도이며, 이것을 기초 단위로 광범위한 자치권을 가지는 촌락이 형성되고 있었다. 이러한 촌락이 독자적인 장로 회의를 집약점으로 하는 자치 형태를 유지하며, 강하게 단결하여 베트남 사회의 저변을 이루고 있었다. 그러므로에 역대 왕조나 프랑스 식민지 행정 기관도 촌락 자치에 쉽게 간섭하지 못하였다.
경제구조는 총인구의 약 85%가 농업, 목축, 어업 산업에 의존하며, 국민 총생산의 50%에서 60%를 차지하고 있었다. 프랑스 식민지 정부는 이러한 경제구조를 변혁시키기 위해서 적극적으로 자본 투자했지만, 촌락 자치 형태에 방해를 받고, 이어 일본군의 점령 통치를 받게 되었다. 특히 토지 문제가 중요해서, 본격적으로 식민지 지배가 시작된 19세기 말부터 프랑스는 촌락마다 공동 경영 형태인 공전제에 개입하여 농지 개혁에 착수했다. 1930년에는 전체 경작지의 80%가 사유지가 되었지만 농민 중 약 70%이 소작인으로 전락했고 약 6%의 대지주가 경작지의 60% 이상을 소유하게 되었다. 이러한 경향은 특히 북위 14도 이북의 북부 베트남에서 두드러지게 나타났고 많은 농민들이 궁핍한 삶을 살아야 했다.
공산주의 세력은 농지 문제에 주목하여 프롤레타리아 혁명의 중요한 요인으로 평가하고 이후 민중 저항의 대의명분으로 삼는다.
| 지역        | 소지주 | 중지주 | 대지주 |
| ----------- | ------ | ------ | ------ |
| 북부 베트남 | 98.1%  | 1.8%   | 0.1%   |
| 중부 베트남 | 98.5%  | 1.4%   | 0.1%   |
| 남부 베트남 | 71.7%  | 25.8%  | 2.5%   |

1945년 8월 15일 일본이 항복하면서, 호찌민이 이끄는 베트민은 베트남 8월 혁명으로 빠르게 권력을 탈취하고 임시 베트남 민주공화국 정부를 설립하였다.
일본이 항복문서에 조인하여 전쟁이 종결된 9월 2일에 하노이에 있어 베트남 민주공화국의 독립을 선언했다. 같은 시기 베트남에 있는 프랑스인과 일본군의 포로가 된 프랑스 군인들이 주축이 되어 사이공에서 식민군을 재결성하자, 9월 2일 독립선언은 양측의 충돌을 불렀다.

### 제2차 세계대전의 전후 처리
연합국 일반 명령 제1호(1945년 9월 2일 공포)에 근거해, 북위 16도선 이북은 장제스의 국민혁명군에게, 이남은 영국군 동남아 사령부에게 일본군의 무장 해제를 할당하여 프랑스군이 본격적으로 도착할 때까지 진주하게 되었다.
같은 해 8월 말에는 북베트남의 노한 장군이 인솔하는 180,000명 규모의 중국군 부대가 진주하였고, 남베트남에는 9월 12일 루이 마운트배튼 경이 이끄는 영국군 동남아 사령부 제1진이 상륙하여 각각 일본군의 무장해제에 착수했다. 프랑스는 쥬 티엘리 다르잘류 제독을 고등판무관으로 임명하였고 본국의 두 개 사단의 파견을 결정하여 필립 르크레르 드 오트클로크 장군을 사령관으로 하는 프랑스 극동 원정 군단(Corps expéditionnaire français en Extrême-Orient)을 편제하고 9월 12일에 마다가스카르 여단을 제1진으로 하여 출발, 10월 5일에 선발부대가 사이공에 도착하였다. 필리프 르클레르 드 오트클로크 장군은 10월 9일에 잭 마슈 대령이 인솔하는 군대와 함께 도착했다.
11월까지 세 개로 나누어 제3 기계화 사단과 제9 식민지 사단이 도착했다. 공군은 수송기와 전투기를 중심으로 약 100기를 파견하였고, 해군은 필립 오보와노 제독을 사령관으로 하는 호위함대를 인솔하여, 《전함 리슈류》, 《경순양함 그로아르》, 《구축함 르 트리온판》, 《항공기 수송함 베아룬》이 극동 해역으로 배치되었다.
역사적인 이유로 베트남은 중국군의 장기 주둔을 경계하였고 비엣민도 1945년 11월에는 인도차이나 공산당을 해산하여 중국에 대한 회유를 하는 등 중국군 철수를 위한 노력이 계속했다. 프랑스도 이 상황을 긍정적으로 받아들이고 프랑스군의 증강과 중국군과 협의를 거듭해 1946년 2월에 프랑스-중국 협정이 체결되어 4월 이후 차례로 철수를 감행했다. 그 대가로 중국 각지에 있던 프랑스 조차권의 회수와 하이퐁항의 자유화, 재인도차이나 화교에 대한 우대조치 등을 받아들였다.
비엣민의 독립선언 이후 각지에서 분쟁이 발생하자 9월말에는 영국군도 말려들었고, 10월말 이후에는 프랑스 원정군이 도착하자 충돌이 격화되었다. 중국군의 철퇴에 수반하여 1946년 2월 28일과 3월 6일 비엣민과 프랑스는 예비 협정을 체결하여, 프랑스 연방 인도차이나 연방에 소속된 하나의 나라로 베트남 민주공화국의 독립과 통킹 지방의 프랑스 군주둔을 인정하였다. 3월 26일에는 프랑스 흔적이 많이 존재하는 남부 베트남에 코친차이나 공화국을 세워 일시적으로 타협하였다.

## 전개
1946년 3월 6일의 합의조항에 대한 해석과 관련해 비엣민과 프랑스가 상호 불신하는 와중에 사태를 돌이킬 수 없게 만든 두 가지 사건이 발생하였다. 11월 23일 프랑스가 하이퐁을 포격하여 6,000명의 민간인이 사망했다. 1946년 12월 19일 보응우옌잡 장군 휘하의 베트민 부대가 하노이를 공격하였다. 하노이 공격에서 베트민은 발전소를 파괴하고 시내 곳곳에서 프랑스군을 공격했다. 그러나 프랑스군은 우세한 화력을 앞세워 공격을 막아내고 다음날에는 하노이 중심지를 장악했다.
제1차 인도차이나 전쟁이 발발하자 베트민은 호치민 주석의 장려에 따라 1941년 중국 인민전쟁을 모델로 삼아 전략을 수립했다. 보 응우옌 잡 장군이 선택했던 전략에 따르면 이 전쟁은 3단계로 이루어져있다. 제1단계에서 베트민군은 방어에 치중하며 산악 요새에서 전력을 강화하고, 양측의 힘이 비슷해지는 제2단계에 이르면 혁명군은 굴에서 나와 적의 노출된 시설을 기습한다. 그리고 마지막인 제3단계에서는 전면 공세로 들어가 베트민은 적군을 바다로 내모는 최종 공세를 시작한다.
베트민을 지휘하던 보 응우옌 잡(Võ Nguyên Giáp) 장군은 1947년 1월 탄라오로 완전히 철수할 때까지 하노이의 후방 교란적전을 계속했다. 그러던 1947년 프랑스는 기선 제압에 나섰는데, 그것이 바로 그해 10월에 있던 레아 작전(Operation Lea)이었다. 프랑스군은 중앙 지도부와 정규군의 말살을 목적으로 베트민의 주 기지인 비엣박에 최소 10,000명 이상의 프랑스 병력(이중 적잖은 병력이 프랑스 공수부대였다.)을 투입하여 대규모 공세를 가했다. 레아 작전에서 프랑스군은 빠르게 진군하여 곧 베트민 본부를 찾아냈지만, 자신들이 목표로 선정했던 호치민을 체포하지는 못했다. 보 응우옌 잡 장군은 1950년부터 중국 공산당의 도움을 받아 통킹 만 북쪽에서 중요한 성공을 거두었다. 프랑스의 장 드 라트르 드 타시니 (Jean de Lattre de Tassigny) 장군은 프랑스계 베트남인으로 구성된 병력을 강화하고 ―1953년에는 45만명에 이른다 ― 한국 전쟁에서 이미 공산주의자들의 위협을 인식한 미국의 도움을 받아 2년 동안 군사작전을 벌였지만, 1954년 5월 7일 디엔비엔푸 전투에서 프랑스가 패전하면서 전쟁은 종식되었다. :237

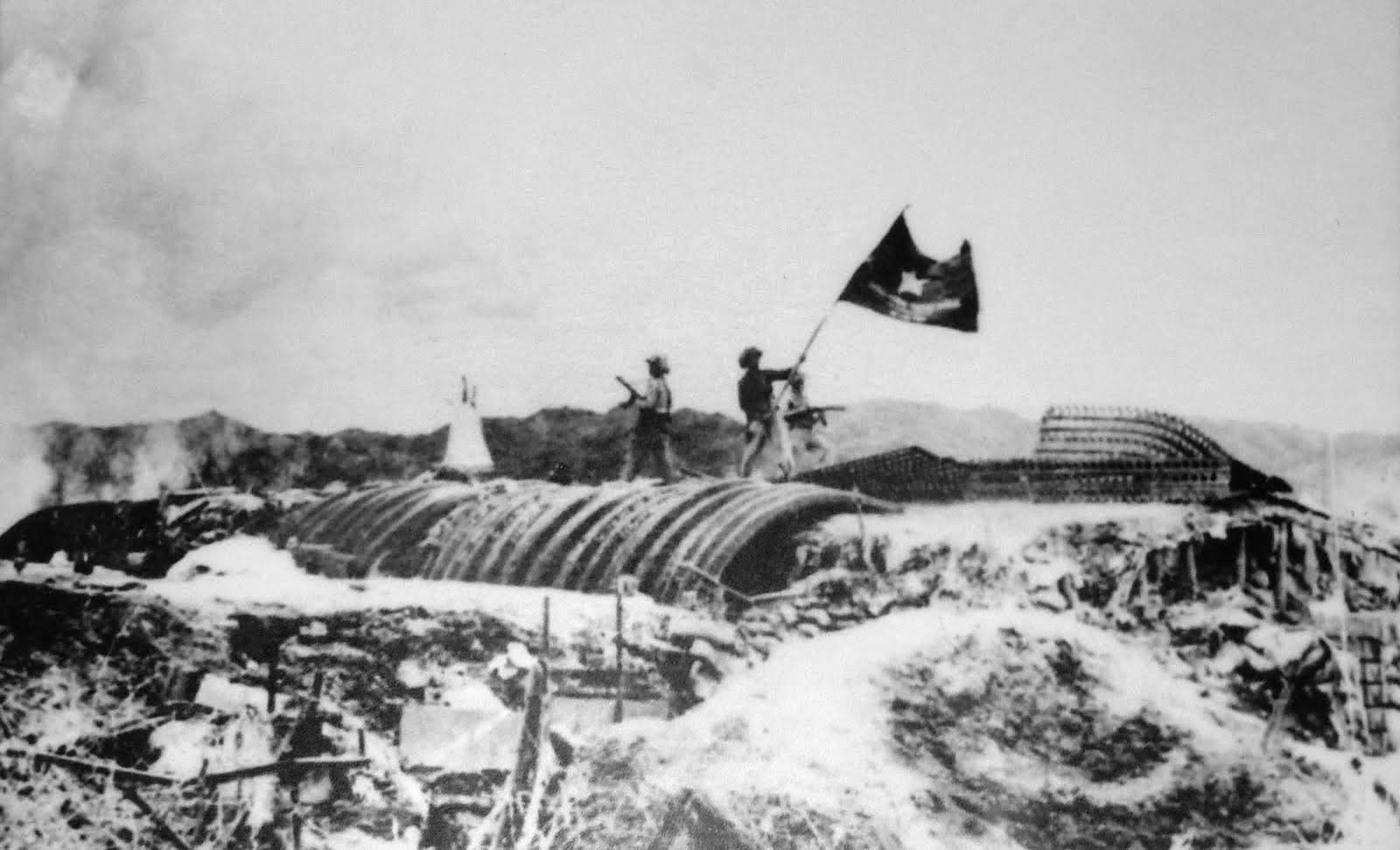
베트남군은 디엔비엔푸에서 승리의 깃발을 게양했다. (1954년 5월 7일)

## 종결
1954년 7월 20일 밤과 21일 사이에 진행된 제네바 협상에서 프랑스는 북위 17도를 경계로 베트남을 남북 두 지역으로 나누는 임시분할에 합의하였다. 그리고 1953년에 인정받았던 캄보디아와 라오스의 독립을 확약하였다. :237

## 같이 보기
- 인도차이나 전쟁
- 베트남 전쟁
- 제3차 인도차이나 전쟁